# HowToBasic
Pour les articles homonymes, voir HTB.
HowToBasic est une chaîne YouTube australienne. En juin 2013, la personne derrière le pseudonyme de HowToBasic a été questionnée par Nine News Perth, dans une interview diffusée sur STW, chaîne de télévision australienne. Son anonymat a été préservé à sa demande. Les vidéos de HowToBasic ont été comparées à l'œuvre de David Cronenberg, Marcel Duchamp et Ro2z .
En janvier 2021, la chaîne atteint 16,7 millions d'abonnés et devient la quatrième chaîne YouTube australienne la plus suivie.
La chaîne fait partie du network Fullscreen. HowToBasic a collaboré avec des personnalités telles que Max Stanley et Filthy Frank.
La chaîne a été brièvement suspendue à plusieurs reprises, une fois en 2014 et de nouveau à la fin de 2015 sur les violations présumées de la politique de YouTube contre les contenus trompeurs. Dans les deux cas, la chaîne a rapidement été restaurée et la suspension levée,,.